# 基列伊河
基列伊河是俄羅斯的河流，屬於伊亞河的右支流，由伊爾庫茨克州負責管轄，河道全長140公里，流域面積約2,950平方公里，河水主要來自融雪。